# À pied, à cheval et en fusée
À pied, à cheval et en fusée (titre original : Destiny Doll) est un roman de science-fiction écrit par Clifford D. Simak, publié aux États-Unis aux éditions G. P. Putnam's Sons en 1971 puis en France, aux éditions Denoël en 1974.

## Résumé
Mike Ross, un vieux routier de l'espace qui comptait prendre sa retraite après une mésaventure, se laisse persuader de reprendre le service pour partir à la recherche d'un héros légendaire disparu dans l'espace. Guidé par un aveugle qui entend des voix, il aboutit sur une planète dont les premiers habitants qu'il rencontre, des chevaux à bascule doués de raison et amateurs de blagues, vont lui montrer qu'ils ont une façon bien à eux de se débarrasser des intrus. Mais les autres espèces vivantes de ce monde étrange ne sont pas moins surprenante par leur aspect physique, leur sens de l'humour et de l'hospitalité. Centaures, gnomes et autres personnages féeriques vont lui mener la vie dure.

## Éditions
- Denoël, coll. Présence du futur, 1974  (ISBN 2-207-30175-3).